# South Boardman
South Boardman – jednostka osadnicza w Stanach Zjednoczonych, w stanie Michigan, w hrabstwie Kalkaska.